# Sergueï Koudriatsev
Sergueï Valentinovitch Koudriatsev (Серге́й Валенти́нович Кудря́вцев), né le 12 mars 1956 à Tchita en URSS, est un journaliste, historien et un critique de cinéma russe. C'est notamment l'un des auteurs du Dictionnaire encyclopédique du cinéma.
Il est diplômé de l'Institut national de la cinématographie en 1978. Il a servi dans l'armée pendant un an et demi à Podolsk et est revenu travailler au bureau du cinéma soviétique du VGIK de 1980 à 1983.
Il a commencé sa carrière de critique de cinéma en 1973. Il a publié plusieurs ouvrages traitant du cinéma russe et mondial comme 500 films (1991), +500 (1994), Les derniers 500 (1996), Notre cinéma (1998)...
Il enseigne l'histoire du cinéma au Cours supérieurs de formation des scénaristes et réalisateurs depuis 2005, à l'Institut d'art contemporain depuis 2008. Il a été 3 fois lauréat du prix de la Guilde russe des critiques de cinéma.